# BUMP!
『BUMP!』（バンプ）は、藤木直人の1枚目のアルバム。2000年12月6日にポニーキャニオンより発売。

## 概要
先行シングル「コズミックライダー」と、それまでのシングル表題曲3曲を含む、全10曲収録の1stアルバム。初のアルバムを携えての3回目のライブツアー「Naohito Fujiki Live Tour ver2.0 〜Hop!Step!BUMP!渡り鳥越冬編!!〜」が、2000年12月16日から2001年2月17日まで、全国19ヶ所で23公演行われた。
“BUMP”には“衝突する”や“ぶつかる”の意味があり、音楽シーンにぶつかっていけたらとアルバムタイトルに決定した。
寺岡呼人が手がけた楽曲や共作楽曲に加え、自身が作詞、作曲共に手がけた楽曲も4曲収録。
CD-EXTRA仕様になっており、ボーナス映像が収録されている。

## 収録曲
1. パーフェクトワールド
（作詞・作曲:寺岡呼人/編曲:寺岡呼人、藤井謙二）
3rdシングルの表題曲。
2. 陽のあたる場所
（作詞・作曲・編曲:寺岡呼人）
テレビ朝日系『人気者でいこう!』のエンディングテーマ。寺岡呼人のカバー曲。2009年6月、ポニーキャニオン実施のファン人気投票1位。
3. 哀しみの花
（作詞・作曲:藤木直人/編曲:寺岡呼人）
2009年に歌入れし直し、NAO-HIT WORKS VERSIONとしてベストアルバム『HISTORY of NAOHITO FUJIKI』に収録。
4. 虹〜waiting for the rainbow〜
（作詞:寺岡呼人/作曲・編曲:寺岡呼人、藤井謙二）
2ndシングルの表題曲。
5. オリオン座
（作詞・作曲:藤木直人/編曲:寺岡呼人）
アルバムのために完成させた自作曲。
6. シナモン
（作詞:寺岡呼人/作曲:寺岡呼人、藤井謙二、藤木直人/編曲:寺岡呼人、藤井謙二）
2ndシングルのカップリング曲。アルバムのために歌入れし直した、寺岡呼人、藤井謙二、藤木直人共作の楽曲。
7. Night&Day
（作詞・作曲:藤木直人/編曲:寺岡呼人）
自身作詞、作曲のアップナンバー。
8. コズミックライダー
（作詞:寺岡呼人/作曲:藤木直人/編曲:寺岡呼人）
先行シングルの表題曲。
9. 世界の果て〜the end of the world〜
（作詞:寺岡呼人/作曲・編曲:寺岡呼人、藤井謙二）
デビュー曲。
10. Hallelujah
（作詞・作曲:藤木直人/編曲:寺岡呼人）